# Vĩnh Hòa Hưng Bắc
Vĩnh Hòa Hưng Bắc là một xã thuộc huyện Gò Quao, tỉnh Kiên Giang, Việt Nam.

## Địa lý
Xã Vĩnh Hòa Hưng Bắc cách trung tâm hành chính của huyện Gò Quao 14 km, có vị trí địa lý:
- Phía đông giáp tỉnh Hậu Giang
- Phía tây giáp xã Định An
- Phía nam giáp xã Vĩnh Hòa Hưng Nam
- Phía bắc giáp huyện Giồng Riềng.

Xã Vĩnh Hòa Hưng Bắc có diện tích 47,77 km², dân số năm 2020 là 13.671 người, mật độ dân số đạt 286 người/km².
Dân tộc Kinh chiếm phần lớn 93,83%, dân tộc Khmer chiếm 5,97% và dân tộc Hoa không đáng kể chiếm 0,2%.

## Hành chính
Xã Vĩnh Hòa Hưng Bắc được chia thành 11 ấp: 1, 2, 3, 4 5 6, 7, 8, 9, 10, 11.

## Lịch sử
Ngày 24 tháng 5 năm 1988, Hội đồng Bộ trưởng ban hành Quyết định 92-HĐBT về việc giải thể các xã: Vĩnh Thắng, Vĩnh Hùng, Thới An, Thủy Tiến, Định Thành, Tân Hòa Lợi, Vĩnh Hòa Hưng, Vĩnh Hòa Thạnh, Vĩnh Hòa Dũng, Vĩnh Hiệp Hòa, Phước Tân để thành lập lập thị trấn Gò Quao và 2 xã: Vĩnh Hòa Hưng Bắc, Vĩnh Hòa Hưng Nam.